# Cliffe (Richmondshire)
Cliffe – wieś w Anglii, w hrabstwie North Yorkshire, w dystrykcie (unitary authority) North Yorkshire. Leży 75 km na północny zachód od miasta York i 352 km na północ od Londynu. Miejscowość liczy 1447 mieszkańców.